# Fran Huck
Anthony Francis Huck, detto Fran (Regina, 4 dicembre 1945), è un ex hockeista su ghiaccio canadese.

## Palmarès

### Olimpiadi invernali
- 1 medaglia:
  - 1 bronzo (Grenoble 1968)

### Mondiali
- 2 medaglie:
  - 2 bronzi (Jugoslavia 1966; Austria 1967)